# In Concert (더 더블리너스의 음반)
《In Concert》는 1965년 트랜스애틀랜틱 레코드를 통하여 발매한 아일랜드의 포크 밴드 더 더블리너스의 라이브 음반이다.

당시 더 더블리너스는 세실 샤프 하우스에서 두 번째 라이브 음반을 녹음했을 때, 5인조 그룹이 되어 있었다. 루크 켈리가 일시적으로 그룹을 떠나 있었으며, 밥 린치와 존 시헌이 합류하였다. 린치는 켈리가 돌아왔을 때 그룹을 떠났기 때문에 린치가 더 더블리너스와 함께 녹음한 유일한 음반이었다. 시헌은 그 이후부터 더 더블리너스와 함께 해왔으며, 말년에는 매니저가 되었다.
| 전문가 평가 | 전문가 평가 |
| 평가 점수   | 평가 점수   |
| 출처        | 점수        |
| ----------- | ----------- |
| Allmusic    | [ 1 ]       |

## 트랙 리스트

### 사이드 원
1. Roddy McCorley - 3:47
2. The Twang Man - 2:12
3. Reels: The Sligo Maid & Colonel Rodney - 2:13
4. The Woman from Wexford - 2:42
5. The Patriot Game - 4:23
6. Roisin Dubh - 4:06
7. Air fa la la lo - 3:44

### 사이드 투
1. Peggy Lettermore - 1:49
2. Easy and Slow - 2:59
3. Reel: My Love is in America - 2:07
4. The Kerry Recruit - 4:16
5. The Old Orange Flute - 2:58
6. Reels: The Donegal Reel & The Longford Collector" - 2:10
7. Leaving of Liverpool - 4:58

## 크레딧
- 바니 매케너 - 테너 밴조, 만돌린, 보컬
- 존 시헌 - 바이올린, 만돌린, 틴 휘슬
- 키어런 버크 - 틴 휘슬, 기타, 하모니카, 보컬
- 바비 린치 - 기타 보컬
- 로니 드루 - 기타 보컬